# Matthias Leupold
Matthias Leupold (* 1959 à Berlin) est un photographe, réalisateur de documentaires et professeur d'université allemand.

## Biographie
Leupold a étudié de 1987 à 1994 à la Hochschule der Künste (HdK). Depuis 2007, Leupold enseigne en tant que professeur de photographie artistique et de supports d'images numériques à la Berliner Technische Kunsthochschule (à partir de 2017 à la University of Applied Sciences Europe), dont il fut le recteur de 2007 à 2014.
Les moyens d'expression artistiques de Leupold sont la photographie scénique et le documentaire. Il réalisa des œuvres sur la réalité vécue et le formalisme socialiste en République démocratique Allemande et sur des vétérans du Viêt Nam (Lighter than Orange – The Legacy of Dioxin in Vietnam, 2015), entre d'autres.

## Œuvre (sélection)

### Filmographie
- 2015: Lighter than Orange – The Legacy of Dioxin in Vietnam documentaire, 72 min, régie & produktion, 2015 GRAND PRIZE Documentary Feature Award of Socially Relevant Film Festival New York[4] ; Best Feature Documentary Los Angeles CineFest[5], diffusion mondiale EN; DE, ES, AR 2015: Deutsche Welle[6],[7],[8],[9],[10]
- 2016: The Noise of Letea, documentaire, 29 min, régie & production, M.L. camera M.L., Eric Berg[11]
- 2019: Der Fotograf Hugo Jaeggi – Zudem ist der Traum oft Realität genug, documentaire, 52 min, régie ensemble avec Jérôme Depierre, première Fine Arts Film Festival FAFF, Venice, Los Angeles CA, (Europe: kult.kino Atelier, Bâle)[12]
- 2020: The Song of the Valley, Dokumentarfilm, 52 min, Regie M.L., Marie Séférian, Weltpremiere Courage Film Festival, Berlin[13]

### Livres photographiques
- Fahnenappell – Szenische Fotografie zur III. Deutschen Kunstausstellung in Dresden 1953, Jonasverlag Marburg, 1992,  (ISBN 3-89445-128-9) Texte de Werner Kleinerüschkamp[14]
- Die Schönheit der Frauen – Photographische Freilichtstudien, Connewitzer Verlagsbuchhandlung 1996,  (ISBN 3-928833-43-X) Essay: Karl Corino[15]
- Die Vergangenheit hat erst begonnen, Schadenverlag Köln, 2003,  (ISBN 3-932187-28-8), Texte: Enno Kaufhold, T.O. Immisch, Kerstin Stremmel